# Adab (comportamiento)

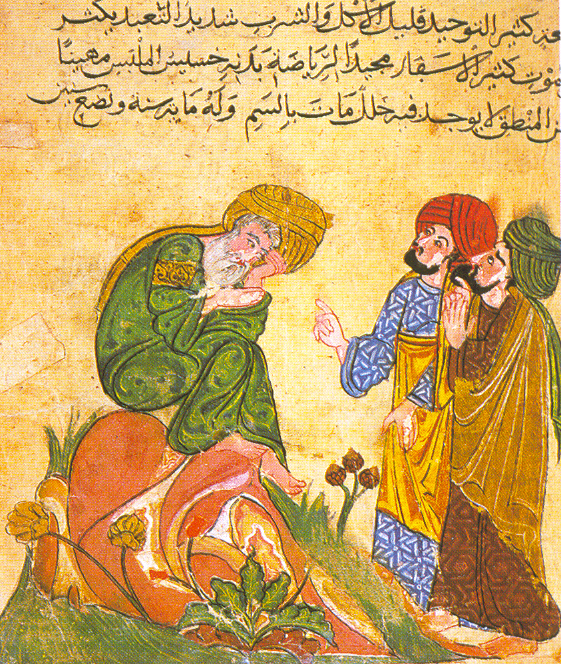
Miniatura de una manuscrito árabe que contiene comentarios a Sughrat (Sócrates), del. Palacio Topkapi, Estambul, Turquía.

La adab, en árabe أدب, plural ildáb se ha definido como el conjunto de «ciencias propedéuticas entre los árabes». El término adab es, en un principio, sinónimo de sunna en el sentido de «uso, costumbre, norma de conducta correcta y recomendada, transmitida por los antepasados». Posteriormente se asiste a una evolución del significado inicial, pasando a designar en época abbasí, la hidalguía, buena educación y cortesía. Bajo dicho aspecto refleja el cambio de la sociedad musulmana, ya que en el siglo II de la Hégira equivale a urbanidad, refinamiento ciudadano, como equivalente a elegancia rebuscada y cortesía, zarf. Este sentido de buenas maneras, general durante toda la Edad Media, es el que tiene en los tratados de «buenas costumbres»: normas de urbanidad en el comer, en el beber, en el vestir, el arte amatorio, la conversación, la oración, el juego del ajedrez, del perfecto compañero, del maestro, médicos, jueces, funcionarios, etc.

## Evolución del término
A partir del siglo II de la Hégira el término ha ido cobrando, al lado de sus implicaciones éticas y sociales, un sentido de «cultura de la élite», que será el que prevalezca. Con este significado de cultura mundana y bajo este aspecto opuesto al concepto de ilm o ciencia religiosa, esencialmente constituida por conceptos coránicos, tradiciones piadosas y sharia, la adab se conforma con los conocimientos mínimos necesarios a todo ciudadano perteneciente a la buena sociedad para poder mantener una conversación. 
En este sentido equivale a poesía, facilidad y elocuencia de expresión y bagaje cultural árabe . Es, por tanto, expresión de la civilización de una aristocracia racial, la árabe. Por eso pasó también a significar un género literario educativo de las élites administrativas y políticas -véase Adab (género literario)- emparentable al "espejo" o instrucción de príncipes cristiano.
La participación cada vez mayor en la vida pública y social de los maulas (clientes), procedentes de los pueblos conquistados, hará que este concepto de urbanidad árabe se amplíe, especialmente con aportaciones helenístico-iranias y posteriormente con elementos gnómicos hindúes.
En este aspecto la personalidad y la obra de Al-Jahiz es la mejor muestra de los campos y de las posibilidades inherentes a este género de literatura que guarda cierta relación con lo que podríamos llamar divulgación científica de alto nivel.
Temas del adab van a ser, ya no sólo la poesía, proverbios, genealogías, historia y tradiciones de los árabes preislámicos, sino también las leyendas épicas y narraciones de tipo moral persa, los cuentos y fábulas procedentes de la India con algunas corrientes intelectuales filosóficas y religiosas, además de conocimientos médico-farmacéuticos, la filosofía de raíces griegas y helenísticas, y ciertos conceptos éticos.
Esta literatura del siglo III de la Hégira es un verdadero humanismo que guarda ciertas relaciones con el del Renacimiento en cuanto el hombre constituye el centro y la medida de todas las cosas: el hombre con sus virtudes y vicios, el ambiente de que se rodea con el marco espiritual y material que se ha creado.
El iniciador y quizá el creador de este concepto de adab general y universal es Ibn al-Muqaffa, iraní convertido al Islam y traductor del Karla wa Dimna de Bidpái, autor de tratados ético-didácticos significativamente llamados al adab alkabzr (grandes costumbres) y aladab alsagtr (pequeñas costumbres). La obra del Ibn al-Muqaffa es proseguida e incorporada definitivamente al acervo cultural musulmán por el gran pensador y polígrafo Al-Jahiz y sus discípulos y continuadores Al-Tawhldi y Al-Tanñji. Con Al-Jahiz la literatura de adab va a convertirse en la trama de toda la cultura abbasí.

## Uso actual
Este contenido polifacético y universal de la adab, entendido como cultura y urbanidad, y el desinterés y aristocrática inutilidad práctica que implica, van a quedar reducidos, hacia el siglo IV de la Hégira, a los conocimientos mínimos requeridos para determinado cargo, como un programa de oposiciones para el ingreso en un cuerpo de funcionarios.
Es entonces cuando se redacta el adab alkztib (conocimientos básicos para ser secretario administrativo) de Ibn Qutayba, el adab al fatib (del predicador), adab alqád (de los jueces), alwazir (de los visires), etc.
La palabra tendrá el significado, mucho más limitado, de 'literatura amena', comprendiendo la poesía, prosa rimada, paremiografía y narración de anécdotas. Esta adab es el de los autores de MagEma, alHamadáni y alHaríri, una literatura difícil de comprender, de virtuosismo verbal, con un vocabulario rebuscado y voluntariamente oscuro. A este tipo de adab pertenecen las obras de los andalusíes Abli Bakr alTurtusi, autor del Sirúy almulitk (Lámpara de Príncipes), Yusuf Abd al-Barr, Yusuf b. alSayj al-Málagi y otros.
En la actualidad la palabra adab es utilizada por los árabes con el sentido de literatura.